# Archaeodrapetiops transversa
Archaeodrapetiops transversa är en tvåvingeart som beskrevs av Martins-neto, de Moraes Vieira, Kucera-santos och De Campos Fragoso 1992. Archaeodrapetiops transversa ingår i släktet Archaeodrapetiops och familjen puckeldansflugor. Inga underarter finns listade i Catalogue of Life.